# Eragrostis secundiflora
Eragrostis secundiflora là một loài thực vật có hoa trong họ Hòa thảo. Loài này được J.Presl mô tả khoa học đầu tiên năm 1830.